# 伊瀨茉莉也
伊瀨茉莉也（日语：／ Ise Mariya，1988年9月25日—），是日本神奈川縣出身的女性聲優。身高154公分。血型A型。代表作有（魯邦三世）、春日野麗（Yes! 光之美少女5）、峰理子（緋彈的亞莉亞）、龍之子／黃寶鈴（TIGER & BUNNY）、奇犽·揍敵客（HUNTER×HUNTER）、柚麗嘉（神奇寶貝XY）、雷格（來自深淵）等。

## 概說

### 經歷
- 1997年，小學三年級時，9歲的她因看了電影《魔法公主》，被裡面人物的表演打動，而產生想成為動畫監督的想法。
- 2002年，14歲時，看了《全職獵人》的音樂劇時，與工作人員打了招呼，並說出了“想成為動畫監督以及聲優”的想法，以此為契機在會場的介紹小冊子中了解到並進入了三矢雄二的聲優養成所學習。
- 2007年，出演《Yes！光之美少女5》的春日野麗，成為出演歷代光之美少女時年齡最小（當時19歲）的聲優。
- 2008年，出演了動畫《桃華月憚》的守東桃香，首次出演主人公。隨後聲優工作開始逐漸增加。
- 2009年10月1日，宣布從Bring-up移籍到Across Entertainment。
- 2014年底曾因身體原因而暫時中止過部分作品的配音。
- 確定已于2015年1月完成婚姻大事，并已懷有身孕[5]。於8月下旬誕下一名男嬰[6]。
- 於2022年8月12日宣布離婚，並將會獨自扶養已成為小學生的孩子[7]。

### 個人生活
家中的獨生女，喜歡芒果和抹茶。
持有英語檢定準2級資格、漢字檢定準2級資格以及書道初段。
喜歡的演員是萊昂納多·迪卡普里奧。尊敬的聲優是共同出演了《Yes! 光之美少女5》與自己感情深厚的三瓶由布子。
與片岡梓在同一所聲優養成所學習，兩人感情要好，曾有過“一起出演動畫的主角”的約定，這個約定已經在網絡動畫《企鵝娘》中實現了。
暱稱“リーヤ” ，是在電台節目《靜と茉莉也の戀彩限定（コ・イ・イ・ロ リミテッド）。 》中募集並通過聽眾投票後決定的。
其他的暱稱還有“まりもん”、“いせちゃん”、“まりあんぬ”等。
興趣愛好是電影鑑賞、作詞、散步以及畫插畫。
非常喜歡宮崎駿的作品，比如《風之谷》
，看到錄影帶的磁帶都磨壞了。而光看《幽靈公主》就去了電影院8次。
剛進入聲優養成所學習時，父母是強烈反對的，後來用“這是我必須去做的事”和“學費自己來付”說服了他們，並用小學開始存的壓歲錢支付了學費。然後一邊要上中學一邊去2小時車程以外的培訓中心，靠毅力堅持下來，父母也變得支持了。
首次出演配音工作時，雖然台詞只有一兩句，當時非常緊張，拿著劇本的手一直在發抖。
從小喜歡周刊少年JUMP的《龍珠》和《幽遊白書》，後來則喜歡《網球王子》。

### 代演
伊瀬在休養期間的角色，由以下聲優代演。
- 小市眞琴 - 舞台版『ペルソナ4 ジ・アルティメット イン マヨナカアリーナ』：里中千枝
- 橋本千波 - 『大家集合！Falcom 學園 第二季』：勞拉·S·亞爾賽德
- かないみか - 『 寵物小精靈XY 』 ：柚麗嘉
- 葉山郁美 - 『FAIRY TAIL』：蕾比·馬克加登、羅梅歐·康波德

## 演出作品

### 電視動畫
2004年
- 愛你寶貝（步的朋友）

2005年
- 我愛美樂蒂（加納優香）
- 魔女的考驗（ナナコ・ウォルシュ）
- 蟲師（五百藏廉子）※第1話

2006年
- 飛輪少年（野山野林檎）
- 我愛美樂蒂第二輯（加納優香）
- 校園迷糊大王 二學期（俵屋五月）
- 魯邦三世第18彈（ミシェル・キューイック）
- 光之美少女Splash Star（山口真里）

2007年
- 光速蒙面俠21（熊袋理子）
- Yes! 光之美少女5（春日野麗／檸檬天使）
- 我愛美樂蒂第三輯（加納優香）
- 桃華月憚（守東桃香）

2008年
- Yes! 光之美少女5 GoGo!（春日野麗／檸檬天使）
- 反斗小王子（女高中生、森子）
- 神槍少女（ベアトリーチェ）
- 魔法學園MA（塔娜羅特）
- 地獄少女 三鼎（江上空）
- 波菲的漫長旅程（愛麗西亞）

2009年
- 秀逗魔導士EVOLUTION-R（小孩B）
- 鋼殼都市雷吉歐斯（巴梅琳·斯瓦迪斯·诺尔妮）
- GA 藝術科美術設計班（吉川）
- 超能力大戰（亞路佳·西爾特）
- 初恋限定。（有原步）
- FAIRY TAIL魔導少年（蕾比·馬克加登、羅梅歐·康波德）
- 07-GHOST（利安）
- 浪漫追星社（櫻川）
- NEEDLESS（亞路佳·西爾特[11]）
- 寶石寵物（姬野莉莉嘉）
- 夢色蛋糕師（山岸檸檬）

2010年
- 神隱之狼（櫛名田眠）
- 無頭騎士異聞錄（張間美香、岸谷新羅（幼年時代 ））
- 學生會長是女僕（惠理佳）
- 管家後宮學園（天壤慈楓）
- 花圈圈幼稚園（雛菊、龍之介）
- 魔法禁書目錄II（露琪亞）
- 夢色蛋糕師SP Professional（山岸檸檬）
- 吊帶襪天使（Stocking）
- 傳說的勇者的傳說（珂·歐魯拉）

2011年
- 食梦者玛莉（霧島咲）
- 只想告訴你 第二季（富澤結）
- 緋彈的亞莉亞（峰理子）
- 戰國少女～桃色異傳～（上杉謙信）
- TIGER & BUNNY（龍之子／黃寶鈴）
- 迷茫管家與膽怯的我（宇佐美政宗）
- 神的記事本（木村未來）
- 蘿球社！（藍田未有）
- 便·當（槍水仙）
- FAIRY TAIL魔導少年（蕾比（伊多拉斯））
- Hunter x Hunter（奇犽·揍敵客）
- 魔劍姬！（希莉雅大塚）
- （絆絆、小疑問、小光亮）

2012年
- Another 未公開声優（多々良恵）
- ZETMAN（田中花子）
- 少女與戰車（直美[12]）
- 機動戰士GUNDAM AGE（溫蒂·赫茲）
- 冰菓（澤木口美崎）
- 閃電十一人GO 時空之石（貝塔）
- 蝦掰天文社 公立海老栖川高中天悶社（野矢一樹）
- 最強會長黑神 異常（雲仙冥加）
- 輪迴的拉格朗日（德·梅托里奧·魯·尤里嘉諾）
- 輪迴的拉格朗日 第二季（德·梅托里奧·魯·尤里嘉諾）
- 麵包超人（埴輪君、Spica（第二代））
- 迷你裙宇宙海賊（娜塔莉亞·格蓮諾斯）
- 只要妳說妳愛我（黑澤凪）
- Muv-Luv Alternative Total Eclipse（勇哉（幼少期））
- 戰國Collection（鹽冶君）
- 槍械少女！！（莫德洛（Model L））

2013年
- 我的朋友很少NEXT（遊佐葵）
- Little Busters!（亞美）
- 戀曲寫真（前田果音）
- 惡之華（仲村佐和）
- 我的妹妹哪有這麼可愛。（赤城瀨菜）
- 蘿球社！SS（藍田未有）
- FAIRY TAIL魔導少年（蕾比（未来人））
- Fate/kaleid liner 魔法少女☆伊莉雅（森山那奈龜）
- 最強銀河 究極ZERO Battle Spirits（萊拉·愛普兒）
- 神奇寶貝XY（柚麗嘉）
- 宇宙兄弟（奧莉嘉·托爾斯泰婭）
- 記錄的地平線（蕾妮希雅·耶魯艾特·柯文）

2014年
- pupa（長谷川現〈幼少期〉）
- 世界征服 謀略之星（鹿羽逸花）
- 魔劍姬！通（希莉雅大塚）
- 星刻龍騎士（艾可）
- 即使如此世界依然美麗（米拉）
- 愛絲卡&羅吉的鍊金工房～黃昏天空之鍊金術士～（妮歐·阿圖爾）
- FAIRY TAIL 新系列( 蕾比·馬克加登 [13]、羅梅歐·康波德）
- γ－伽馬－ 地球防衞軍諮商課（北鹿酉里[14]）
- Fate/kaleid liner 魔法少女☆伊莉雅 2wei（森山那奈龜）
- 記錄的地平線2（蕾妮希雅·耶魯艾特·柯文、伊賽爾斯·耶魯艾特·柯文）
- 魔彈之王與戰姬（琉德米拉·露利葉）
- CROSSANGE 天使與龍的輪舞（密斯緹）
- 七大罪（吉拉）
- 狼少女和黑王子（立花麻鈴[15]）

2015年
- 百合熊風暴（鬼山江梨子）
- 大家集合！Falcom 學園 第二季（勞拉·S·亞爾賽德）
- 無頭騎士異聞錄 DuRaRaRa!!×2 承（張間美香）
- 雙槍激鬥（篠生茉莉）
- 無頭騎士異聞錄 DuRaRaRa!!×2 轉（張間美香）
- Fate/kaleid liner 魔法少女☆伊莉雅 2wei Herz!（森山那奈龜）
- 新我們這一家（柚子小時候）
- 緋彈的亞莉亞AA（峰理子）

2016年
- 神奇寶貝XY&Z（柚麗嘉[16]、寧寧的哥德寶寶）
- 金田一少年之事件簿R 第2期（椿原紅湖[17]）
- 幸運邏輯（三木·忍）
- 無頭騎士異聞錄 DuRaRaRa!!×2 結（張間美香）
- 甲鐵城的卡巴內里（侑那[18]）
- 聖戰刻耳柏洛斯 龍刻的災禍（莎麗夏露 [19]）
- 機動戰士鋼彈 RE:0096（罗妮·賈維）
- 名侦探柯南（伴場嶺子 #822-823）
- 麵包超人（白玫瑰女王、糖果騎士（第二代））
- DAYS（生方千加子）
- 男子啦啦隊！！（高城櫻）
- Fate/kaleid liner 魔法少女☆伊莉雅 3rei!!（森山那奈龜）
- 槍彈辯駁3 －The End of 希望峰學園－ 未來篇（新月渚）
- 野球少年（球）
- 勇利!!! on ICE（西郡優子）

2017年
- 政宗君的復仇（金子園香[20]）
- 學園少女突襲者 Animation Channel（杏橋天音[21]）
- 新哆啦A夢（弟）
- 來自深淵（雷格[22]）
- 狂賭之淵（生志摩妄[23]）
- 將國戡亂記（莉莉·科柯施卡[24]）
- 地獄少女 宵伽（江上空）
- THE REFLECTION（埃莉諾·埃瓦茨[25]）
- 女川中籃球部 5人之夏（カリン [26]）
- 火影新世代BORUTO -NARUTO NEXT GENERATIONS-（黑鍬文淡）
- 此花綺譚（凱特）
- 寶石之國（南極石）
- 見習神仙 秘密的心靈（特普露）
- 銀魂.（比琦）

2018年
- 七大罪 戒律的復活（吉拉）
- 爆肝工程師的異世界狂想曲（謎之聲）
- 蠟筆小新（孩子、園児A、白井葉子）
- 溫泉屋小女將（藤原明[27]）
- 妖怪手錶 影之章（レッドヘッド）
- 新哆啦A夢（鋼琴老師）
- 奇奇的異想世界（シロシロ、ジュリ）
- 琴之森（蘇菲·歐梅森'[28]）
- 殺戮的天使（凱西[29]）
- 輕羽飛揚（柯妮·克莉斯汀森[30]）
- KIRA KIRA HAPPY★ 打開吧！見習神仙精靈（2018 - 2019，皮洛[31]）
- 名侦探柯南（秋葉夕子）
- 魔法禁書目錄III（露琪雅[32]）
- FAIRY TAIL 最終章（蕾比、羅梅歐）
- レイトン ミステリー探偵社 〜カトリーのナゾトキファイル〜（アンネ・フロイト[33]）

2019年
- 約定的夢幻島（雷[34]）
- 狂賭之淵××（生志摩妄）[35]
- 臨死!!江古田（江古田[36][36]〈第8話〉）
- 动物朋友2（ハブ）
- MIX（三田亞里沙[37]）
- 皿三昧（陣内音寧[38]）
- ONE PIECE（菊之丞／小菊[39]）
- 名侦探柯南（安室透（童年））
- 七大罪 眾神的逆鱗（吉拉）

2020年
- 〈Infinite Dendrogram〉-無盡連鎖-（椋鳥玲二〈少年〉）
- Asateer 未來的民間故事（Jamiera）
- 高校之神（幼年諸葛澤）
- 咒術迴戰（佐佐木學姊）

2021年
- 約定的夢幻島 Season 2（雷）
- 記錄的地平線 圓桌崩壞（蕾妮希雅）
- 怪病醫拉姆尼（理央）
- 怪物事變（茉央）
- 七大罪 憤怒的審判（吉拉）
- SSSS.DYNAZENON（稻本小姐）
- Fairy蘭丸（若豐穰）
- 暗黑企業的迷宮（ファウ・バーハラ）
- 平穩世代的韋駄天們（未來）
- 百萬噸級武藏（南沙也加）
- 鬼滅之刃 無限列車篇（煉獄杏壽郎〈幼少期〉）

2022年
- 明日同學的水手服（龍守逢）
- 最遊記RELOAD -ZEROIN-（黑澤爾〈幼少期〉）
- JoJo的奇妙冒險 石之海（F·F[40]、艾特羅）
- 寶可夢 旅途（柚麗嘉[41]）
- 雀魂 PONG☆（輝夜姬[42]）
- 名偵探柯南 零的日常（安室〈少年〉）
- 真·一騎當千（楠木多聞丸[43]）
- 來自深淵 烈日的黃金鄉（雷格）
- POP TEAM EPIC（第2期）（PIPI美〈第4話A段〉）
- 鏈鋸人（姬野[44]）
- 點滿農民相關技能後，不知為何就變強了。（阿爾〈幼年時代〉）

2023年
- 魔術士歐菲 流浪之旅 阿邦拉馬篇（席娜[45]）
- 吸血鬼馬上死2（三途）
- 久保同學不放過我（白石誠太[46]）
- 萬事屋齋藤先生轉生異世界（操縱時間的魔術師）
- MIX 第二季 ～第二個夏天，邁向晴空～（三田亞里沙）
- 天國大魔境（竹早春希）
- 政宗君的復仇R（金子園香）
- 神劍闖江湖－明治劍客浪漫譚－（克浩）
- 咒術迴戰 第2期（五條悟〈幼年〉）
- 哥布林殺手II（少年魔法師[47]）
- 希望之力～成年光之美少女'23～（春日野麗[48]）
- 鴨乃橋論的禁忌推理（三千代）
- 不死不運（茱伊斯[49]）
- 狩龍人拉格納（少女）
- 屍體如山的死亡遊戲（烏爾德維西亞）

2024年
- 愛犬訊號（優子[50]）
- 寶可夢地平線（大小姐）
- 輪迴第7次的惡役令孃，在前敵國享受自由自在的新娘生活（西奧多·奧古斯都·海因[51]）
- 葬送的芙莉蓮（賽莉耶[52]）
- 金屬口紅（歐佩拉 [53]）
- 戰鬥陀螺 X（七色茂）
- 七大罪 啟示錄四騎士（吉拉）
- 被稱為廢物的原英雄，被家裡流放後隨心所欲地活下去（阿基拉[54]）
- 夜櫻家大作戰（切崎殺香[55]）
- 曾經、魔法少女和邪惡相互為敵。（篝火花[56]）

2025年
- 異修羅（戒心的庫烏洛[57]）
- MIRU 我的未來（SDK／卡儂[58]）
- 賽馬娘 蘆毛灰姑娘（藤正進行曲[59]）
- 機動戰士Gundam GQuuuuuuX（安琪[60]）
- 轉生為白豬貴族的我，運用前世記憶養育雛鳥般的弟弟（雷古魯斯[61]）
- 新吊帶襪天使（Stocking[62]）
- 歡迎光臨流放者食堂！（畢比安[63]）
- 桃源暗鬼（桃草蓬[64]）
- 不死不運 Winter篇（茱伊斯[65]）

2026年
- 東京復仇者 三天戰爭篇（瓦城千咒[66]）
- 安逸領主的愉快領地防衛～用生產系魔術將無名村改造成最強要塞都市～（卡姆辛[67]）

時期未定
- 魔法少女育成計畫restart（古蘭迪兒[68]）

### OVA
2008年
- （小克勞薩）

2009年
- 初恋限定。（有原步）

2010年
- 模型战士GUNPLA（野山·丽娜）
- 今天開始談戀愛（市仓深步）
- 迷elle的伪娘（铃城枣）
- 灼眼的夏娜S（齐藤隆代）

2011年
- 寶貝公主 3D天堂0（九女-天使丽）
- 型男戀愛王國（黑泽美和）
- FAIRY TAIL魔導少年 歡迎光臨妖精Hills!!（蕾比·馬克加登）
- FAIRY TAIL魔導少年 妖精學園 不良少年與大姐頭（蕾比·馬克加登）
- 機動戰士鋼彈UC（羅妮·賈維）

2012年
- FAIRY TAIL 回憶之日（蕾比·馬克加登）
- FAIRY TAIL  妖精們的合宿（蕾比·馬克加登[69]）

2013年
- 幸運女神 OAD第3彈（古河麻里子[70]）※第46卷限定版附贈DVD
- FAIRY TAIL 心跳不已·龍舌蘭樂園（蕾比·馬克加登、羅梅歐·康波德[71]）

2014年
- 進擊的巨人 無悔的選擇（伊莎貝爾）
- 世界征服 謀略之星 新星大作戰（鹿羽逸花）

2015年
- 無頭騎士異聞錄 DuRaRaRa!!×2 承 外傳！？ 第4.5話 我的心是火鍋的形狀 （張間美香）※劇場先行上映[72]
- 狼少女和黑王子（立花麻鈴）

2016年
- FAIRY TAIL 妖精們的懲罰遊戲（蕾比）
- FAIRY TAIL 納茲vs.梅比斯（蕾比）
- FAIRY TAIL 妖精們的聖誕節（蕾比）
- 斬首循環 藍色學者與戲言跟班（赤神伊莉亞[73]）

### 動畫電影
2007年
- Yes! 光之美少女5 鏡之國的奇蹟大冒險（春日野麗／檸檬天使）

2008年
- Yes! 光之美少女5GoGo! 甜點王國的生日聚會!（春日野麗／檸檬天使）

2009年
- 光之美少女 All Stars DX 大家都是朋友☆奇蹟的全員大集合！（春日野麗／檸檬天使）

2010年
- 光之美少女 All Stars DX2 希望之光☆守護彩虹寶石！（春日野麗／檸檬天使）

2011年
- 光之美少女 All Stars DX3 傳達到未來！連結世界☆彩虹之花！（春日野麗／檸檬天使）

2012年
- 福音戰士新劇場版：Q（北上綠[74]）
- Code Geass 亡國的阿基德 第1章「翼龍降臨」（奧莉薇亞·羅威爾）
- 魔導少年劇場版 FAIRY TAIL -鳳凰之巫女-（蕾比·馬克加登、羅梅歐·康波德）

2013年
- 劇場版 HUNTER×HUNTER 緋色幻影（奇犽·揍敵客）
- 劇場版 HUNTER×HUNTER -The LAST MISSION-（奇犽·揍敵客）
- Code Geass 亡國的阿基德 第2章「撕裂的翼龍」（珍·羅胡）
- 皮卡丘與伊布好朋友（伊布、瑪狃拉）

2014年
- 閃電十一人go 超次元夢幻比賽（貝塔）
- 光之美少女 All Stars New Stage3 永遠的朋友（春日野麗／檸檬天使）
- Pokemon the movie XY 破壞之繭與蒂安希（柚麗嘉）
- 皮卡丘，這是什麼鑰匙？（柚麗嘉、瑪納霏）
- 機動戰士鋼彈 UNICORN EPISODE 4 -重力之井-（罗妮·賈維）
- 暴力宇宙海賊 ABYSS OF HYPERSPACE－亞空的深淵 （娜塔莉亞·格蓮諾斯）

2015年
- Green Flash  （大田優子）
- Code Geass 亡國的阿基德 第3章「閃耀之物由天墜落」（珍·羅胡）
- Code Geass 亡國的阿基德 第4章「由怨恨的記憶開始」（珍·羅胡）
- 神奇寶貝 XY 光輪的超魔神 胡巴（柚麗嘉）
- 少女與戰車劇場版（直美）

2016年
- Code Geass 亡國的阿基德 最終章「致親愛的人與物」（珍·羅胡）
- Pokemon the movie XY&Z 波爾凱尼恩與機關人偶 瑪機雅娜（柚麗嘉）
- 飆速宅男 SPARE BIKE（皆水[75]）

2017年
- 見習神仙精靈 引發奇蹟吧♪特普露與心跳神仙精靈界！ (特普露)
- 劇場版 FAIRY TAIL -DRAGON CRY-（蕾比·馬克加登）

2018年 
- 甲鐵城的卡巴內利～海門決戰～ （侑那[76]）
- 詩季織織「陽だまりの朝食」（小明〈幼少期〉）[77]
- HUG！光之美少女♡光之美少女 All Stars Memories（春日野麗／檸檬天使[78]）

2019年
- 來自深淵 劇場版總集篇 前編：啟程的黎明（雷格）
- 來自深淵 劇場版總集篇 後編：流浪之黃昏（雷格）

2020年
- 劇場版 來自深淵 深沉靈魂的黎明（雷格）
- 约会大作战 赤黑新章: Dead or Bullet / Nightmare or Queen（苍）
- 劇場版BEM〜BECOME HUMAN〜（フリーダ）
- 鬼滅之刃劇場版 無限列車篇（煉獄杏壽郎〈幼少期〉）

2021年
- 新·福音戰士劇場版𝄇（北上綠[79]）
- 電影 Healin' Good ♥ 光之美少女 夢想的小鎮心動不已!GoGo!大變身!!（春日野麗／檸檬天使[80]）
- 我的英雄學院：世界英雄任務（貝洛絲[81]）

2024年
- （織重夕[82]）

2026年
- 來自深淵 覺醒的神祕（雷格[83]）

### Web動畫
2008年
- 企鵝美眉（擇捉鯨）

2011年
- 我的妹妹哪有這麼可愛！（赤城瀨菜）
- こぴはん（瓜野比呂美、中学生B）

2021年
- みにヴぁん ら〜じ（2021年、新導クロノ）
- スター・ウォーズ：ビジョンズ
  - 村の花嫁（2021年、サク[84]）

2022年
- 轟天高校生（染井芳乃[85]）
- 地球外少年少女（那沙·休士頓[86]）

2024年
- GREAT PRETENDER razbliuto（ビンイェン[87]）
- 雀魂 槓！！（輝夜姬[88]）
- 乘著坐騎山羊（朱利安[89]）

### Voice Drama
- nowisee（アイ）

### 外國片配音
- RWBY（Ilia Amitola）

### 遊戲
- Yes! 光之美少女5（春日野麗/檸檬天使）
- 水之旋律2 ～緋色記憶～（柏木綺羅）
- 最終幻想XIII-2（帕朵拉·努思·幽兒）
- 十三支演義 〜偃月三國傳〜（貂蟬）
- 愛夏的鍊金工房～黃昏大地之鍊金術士～（妮歐·阿圖爾）
- 戀曲寫真（果音）
- 新‧世界樹的迷宮：千年王國的少女（弗蕾德莉卡）
- FAIRY TAIL PORTABLE GUILD（蕾比）
- 絕對迷宮格林童話（海麗艾塔·格林）
- 英雄傳說 閃之軌跡（勞拉·S·亞爾賽德）
- 英雄之王（愛絲翠）
- 愛絲卡&羅吉的鍊金工房～黃昏天空之鍊金術士～（妮歐·阿圖爾）
- 魔女與百騎兵（梅塔莉卡）
- Devil Maker Tokyo（ユキ）
- 雷光歸來 Final Fantasy XIII（帕朵拉·努思·幽兒）
- （前田果音）
- 絕對絕望少女 槍彈辯駁Another Episode（新月渚）
- 學園少女突襲者（杏橋天音）
- 谋杀：灵魂疑犯（乔伊·佛斯特 [90]）
- 無頭騎士異聞錄 DuRaRaRa!! Relay（張間美香[91]）
- 心願的碎片和白銀的契約者（楊麗玲）
- 「不可思議的幻想鄉 -THE TOWER OF DESIRE-」（灵乌路空）
- メタル戦記（エリー）
- 艦隊Collection -艦Colle-（伊401）
- 最終騎士-X fragments-（ミント[92]）
- 夢幻之星Online2（女性C追加聲音88、ウルク・ユクリータ）
- （帕拉蘇[93]）
- THE NEW GATE（ユズハ、ユズエル、エレメントテイル）
- 白猫Project（奇犽·揍敵客[94]）
- 問答RPG 魔法使與黑貓維茲（李太郎·普露姆）
- 大攻城！三國×戰國穿越之戰（武田信玄、司馬懿）
- Hortensia SAGA 蒼之騎士團（カティア）
- 魔物娘☆後宮（ウル[95]）
- シノビナイトメア（ツクヨミ[96]）
- ルナプリ from 天使帝國（オズ[97]）
- 英雄伝説 閃の軌跡 III（剛毅のアイネス[98]、ラウラ・S・アルゼイド[99]）
- 另一個伊甸園 超越時空的貓 アナザーエデン（娜基）
- プリキュア つながるぱずるん（春日野うらら / キュアレモネード）
- みらくる超パーティー -早苗と天子の幻想迷宮-（フランドール・スカーレット、霊烏路空、センジュナマコたん）
- デスティニーチャイルド（マアト[100]）
- 七つの大罪 ブリタニアの旅人（ギーラ[101]）
- 食之契約（馬卡龍）
- J-StarS Victory VS（奇犽·揍敌客）
- JUMP FORCE（奇犽·揍敌客）
- 東京放學後召喚師（日语：東京放課後サモナーズ）（杜爾迦[102]）
- 魔法禁书目录 幻想收束（露琪亚）
- 雀魂麻將（輝夜姬，生志摩妄）
- 守望傳說（冰雪魔女瑞皮娜）
- 薑餅人王國（雪酪餅乾）
- LIVE A HERO（センセチア）

2012年
- 無盡傳奇2（艾兒·梅露·瑪塔）

2015年
- 異域神劍X（リン）

2017年
- 超級機器人大戰V（羅妮·賈維）

2018年
- Fate/Grand Order（虞姬[103]）

2019年
- 陰陽師（天劍韌心鬼切）

2021年
- 卡里古拉2（件[104]）

2022年
- 明日方舟（异客[註 1]）
- 無期迷途（溫蒂）

2023年
- 勝利女神：妮姬 (姫野)
- 蕾斯萊莉婭娜的鍊金工房 ～忘卻的鍊金術與極夜的解放者～（妮歐·阿圖爾）
- 東方幻想Eclipse（霧雨魔理沙[105]）

2024年
- 女神異聞錄：夜幕魅影（神山岭央）
- 鳴潮（椿）
- 寶可夢大師（黃瓜香）

### 担当女優
オリヴィア・ホルト
- 彼女はモンスター・ファイター（スカイラー・ルイス）
- とび蹴り アチョ〜ズ!（キム）
- やってないってば!（リンディ・ワトソン）

#### 映画
- 新しいワタシの見つけ方（エマ〈グリア・グラマー〉）
- インクレディブル（ジェシカ〈キャサリン・イザベル〉）
- インファナル・ディパーテッド（キャット）
- エアポート/タービュランス（サラ）
- エアポート2010（ユリア）
- 三銃士/王妃の首飾りとダ・ヴィンチの飛行船（アンヌ王妃〈ジュノー・テンプル〉）※劇場公開・ソフト版
- シップ・オブ・ノーリターン 〜グストロフ号の悲劇〜（カリー）
- 13歳のハゲ男（ロンダ）
- 女子高生VS狼男（ローレン〈ニーナ・ドブレフ〉）
- スーパーエージェント 美女奪還大作戦!!
- ツイスター2008

#### ドラマ
- アイドゥ・アイドゥ 〜素敵な靴は恋のはじまり（ヨム・ナリ〈イム・スヒャン〉）
- エクソシスト（ケイシー・ランス〈ハンナ・カスルカ〉）
- ゴシップガール（カルメン）
- CSI:10 科学捜査班
- シークレット・サークル（エヴァ）
- SMASH（ジェシカ）
- スパルタカス ゴッド・オブ・アリーナ
- パラダイス牧場（イ・ダウン〈イム・スヒャン〉）
- 弁護士イーライのふしぎな日常（モリー・フォスター）
- 私の心が聞こえる?（カン・ミンス〈コ・ジュニ〉）
- 私はラブ・リーガル2（マディソン・トーマス）

#### アニメ
- シュガー・ラッシュ（ゲーマー）
- スター・ウォーズ/ロボットチキン（レイア・オーガナ）[106]
- ネクスト・アベンジャーズ: 未来のヒーローたち（トールン）
- マイリトルポニー〜トモダチは魔法〜（スクータルー[107]）

### 電台節目
- ペンギン娘らじぉ（ニコニコアニメチャンネル：2008年7月4日 - 12月19日）
- 静と茉莉也の恋彩限定（コ・イ・イ・ロ リミテッド）。（アニメイトTV：2009年3月23日 - 7月27日）
- あゆみ・かな・まりやのらじおPW（(PW)Project Witch公式サイト：2009年5月8日 - 7月31日）
- a-FANFAN 11（USEN、2009年6月29日）
- 麻衣と茉莉也のらじ×ばと!（TVアニメ公式：2009年9月28日 - 2010年5月31日）
- みんなで響き合うラジオ『uni.ラジ』（HiBiKi Radio Station：2010年9月10日 - 10月29日）
- 茉莉也♥璃奈のSaturday Night Girls Party!!!（超!A&G+：2010年10月9日 - 2011年4月2日）
- デジたる☆マジかる☆マネ〜じめんと!（超!A&G+：2011年7月6日 - 12月27日）
- 茉莉也と寿子のフォトカノ撮れたてポートレート（音泉：2011年7月6日 - 2013年12月25日）
- まよラジ! 〜迷えるラジオと動画な僕と〜（アニメイトTV：2011年7月28日 - 10月20日）
- 下野紘と伊瀬茉莉也の『ベン・トー』 RADIO 『ラジ・オー』（HiBiKi Radio Station：2011年9月28日 - 12月31日）
- 潘めぐみ・伊瀬茉莉也の HUNTER×HUNTER HUNTER STUDIO（文化放送：2011年10月8日 - 2012年3月31日、超!A&G+・HiBiKi Radio Station：2011年10月9日 - 2012年4月1日）
- 潘めぐみ・伊瀬茉莉也の HUNTER×HUNTER HUNTER STUDIO☆（文化放送・超!A&G+：2012年4月8日 - 2012年12月30日、HiBiKi Radio Station：2012年4月8日 - 2013年3月24日)[108]
- 惡之華 臭蟲Radio（音泉：2013年5月13日 - 7月29日）[109]
- ハルモニアの気がかり発売記念特別番組（アニメイトTV：2013年7月11日 - 8月1日）[110]
- 星刻の竜騎士RADIO 〜アッシュとエーコ ドキドキ♡育成講座〜（音泉：2014年4月10日 - 6月19日）

## 角色單曲
- （山手翠）
- （柏木綺羅）
- 學生會長是女僕 Maid Latte（女僕.拿鐵）角色歌—Groovin'（惠理佳）
- Yes! 光之美少女5勇氣之門（春日野麗）
- Yes! 光之美少女5雙馬尾的魔法（春日野麗）
- 緋彈的亞莉亞Ring a ding on.理子りん♥（峰理子）
- HUNTER×HUNTER tell me（奇犽·揍敵客）
- 「ポケットモンスターXY&Z」「プニちゃんのうた」（柚麗嘉）
- 來自深淵 Deep in Abyss  （莉可） 、（雷格）
- 來自深淵 旅の左手、最果ての右手 （莉可） 、（雷格）、（娜娜奇）
- Clock over ORQUESTA五光(音葉五百助)

## 外部連結
- （日語）伊瀨茉莉也的網誌 （页面存档备份，存于）
- （日語）伊瀨茉莉也的舊網誌 （页面存档备份，存于）
- （日語）伊瀨茉莉也的X（前Twitter）
- （日語）伊瀨茉莉也的Profile
- 伊瀨茉莉也的Instagram帳戶